# 欧洲E80公路
欧洲E80公路（E80）是欧洲的一条国际公路，由几段公路组成，起点为葡萄牙里斯本，经过西班牙、法国、意大利及前南斯拉夫各国，终点为土耳其古尔布拉克，全长约6102公里。

## 路线

### 葡萄牙

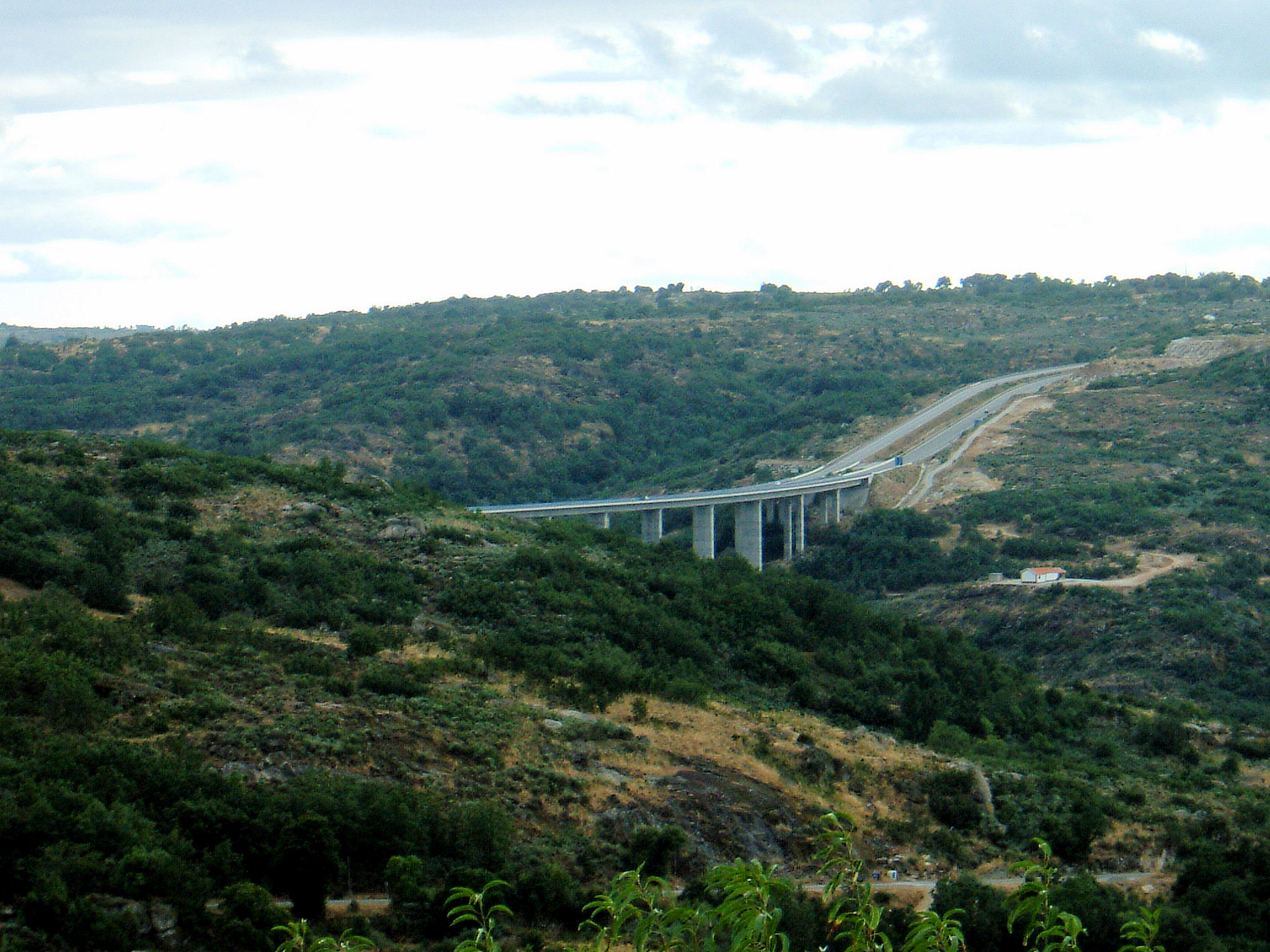
E80公路葡萄牙瓜爾達-维拉福尔摩索段

- IP1公路（葡萄牙语：IP1） 里斯本（开始与并行）- 新托里什- 科英布拉- 阿威罗（结束与并行）
- 阿威罗- 維塞烏 (）- 瓜爾達- 维拉福尔摩索（西班牙语：Vilar Formoso）

### 西班牙
- A-62（西班牙语：Autovía de Castilla） 丰特斯德奥尼奥罗 - 萨拉曼卡- 托德西利亚斯- 布尔戈斯
- BU-30（西班牙语：BU-30） 布尔戈斯
- 布尔戈斯（开始与并行）
- AP-1（西班牙语：Autopista del Norte） 布尔戈斯 - 埃布罗河畔米兰达- 維多利亞
- N-620（西班牙语：N-620） 維多利亞
- AP-1（西班牙语：Autopista del Norte） 維多利亞 - 埃瓦尔
- AP-1（西班牙语：Autopista del Norte）AP-8（西班牙语：Autovía/Autopista del Cantábrico） 埃瓦尔（开始与并行）- 圣塞瓦斯蒂安 - 伊倫

### 法国

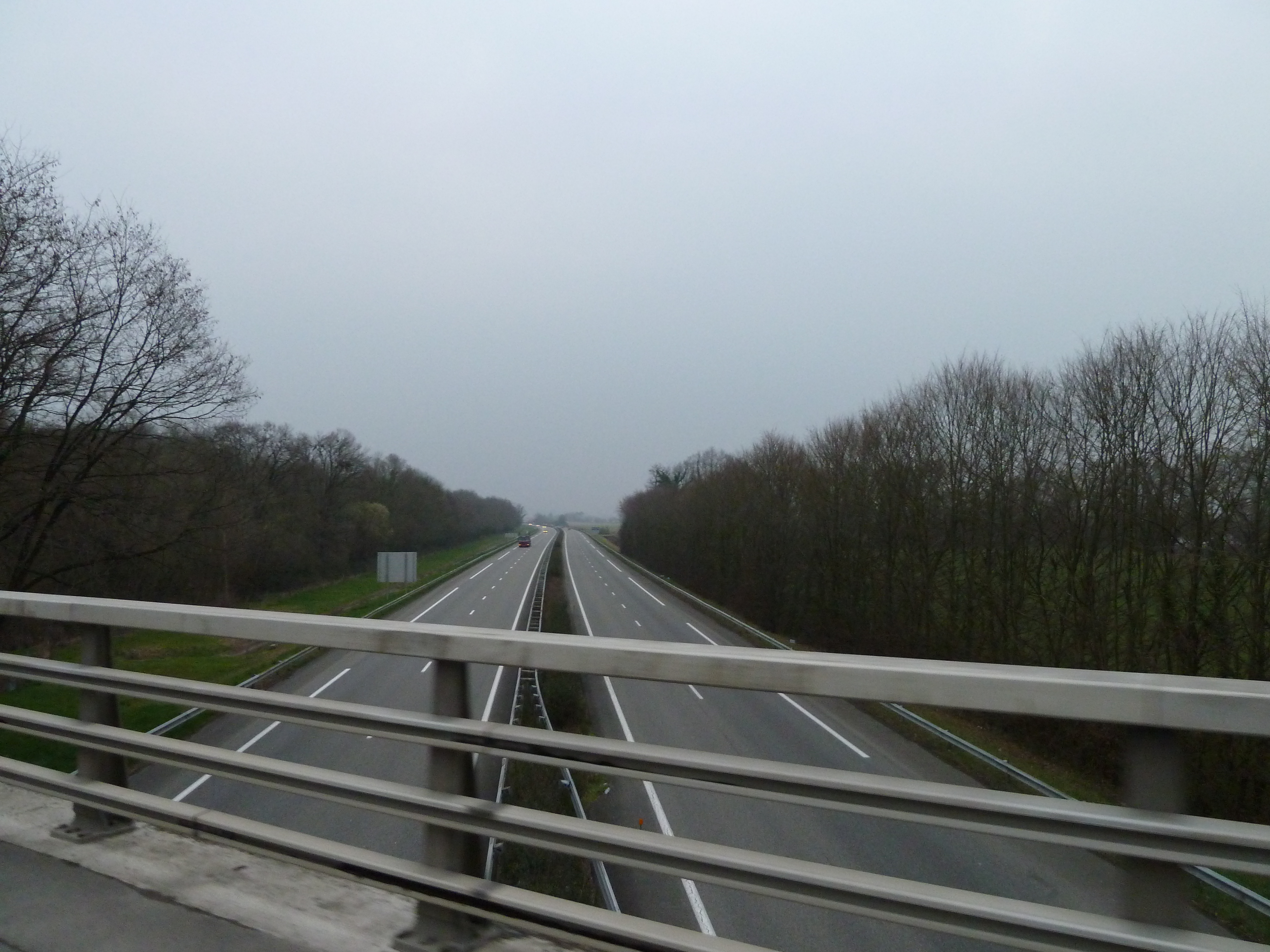
法国西南部波城的A64高速公路

- 昂代 - 巴约讷（结束与 并行）
- 巴约讷（ ）- 波城 (）- 圖盧茲
- A620（德语：Autoroute A620） 圖盧茲（ ）
- 圖盧茲- 洛拉盖自由城- 卡尔卡松 - 纳博讷
- 纳博讷（开始与并行）- 贝济耶- 蒙彼利埃 - 尼姆（结束与并行）
- 尼姆- 普罗旺斯地区萨隆 (）
- 普罗旺斯地区萨隆- 普罗旺斯地区艾克斯
- 普罗旺斯地区艾克斯（ ）- 尼斯

### 意大利

意大利萨尔扎纳附近的E80

- 文蒂米利亚- 萨沃纳- 热那亚
- 热那亚- 拉斯佩齐亚- 卢卡- 罗西格纳诺苏威（意大利语：Rosignano Solvay）
- SS1（意大利语：Strada statale 1 Via Aurelia） 罗西格纳诺苏威 - 格罗塞托- 塔尔奎尼亚
- 塔尔奎尼亚- 奇维塔韦基亚
- 奇维塔韦基亚 - 罗马
- 罗马（ ）
- 罗马 - 蒂沃利- 博尔戈罗塞
- 博尔戈罗塞 - 佩斯卡拉
- RA12（意大利语：Raccordo autostradale 12） 佩斯卡拉
- SS16（意大利语：Strada statale 16 Adriatica） 佩斯卡拉- 佩斯卡拉港（意大利语：Porto di Pescara）

### 亚得里亚海轮渡
- 佩斯卡拉港（意大利语：Porto di Pescara） -  杜布羅夫尼克港

### 克罗地亚
- D8 杜布罗夫尼克（开始与并行）- Karasovići（英语：Debeli Brijeg）

### 黑山
- M-1（英语：M-1 highway (Montenegro)） 代贝利布里耶格（英语：Debeli Brijeg） - 彼得罗瓦茨（英语：Petrovac, Budva）（开始与共线） - 苏托莫雷（英语：Sutomore）（结束与共线）
- M-1.1（英语：M-1.1 highway (Montenegro)） 苏托莫雷 - 维帕扎（英语：Virpazar）
- M-2（英语：M-2 highway (Montenegro)） 维帕扎 - 波德戈里察 - 利巴尔维那（英语：Ribarevina）
- M-5（英语：M-5 highway (Montenegro)） 利巴尔维那 - 比耶洛波列 - Dračenovac

### 塞尔维亚（西）
- 22 Mehov Krš - 维西尼斯
- 31 维西尼斯 - 维特科维采

### 科索沃
- M-2（德语：M-2 (Kosovo)） 米特羅維察 - 普里什蒂纳（结束与和并行）
- R7（英语：R 7 (Kosovo)） 普里什蒂纳
- M-9（德语：M-9 (Kosovo)） 普里什蒂纳 - 波杜耶沃

### 塞尔维亚（东）
- 35 Merdare - 普羅庫普列 - 彻科特
- 尼什
- 尼什 - 格拉蒂涅

### 保加利亚

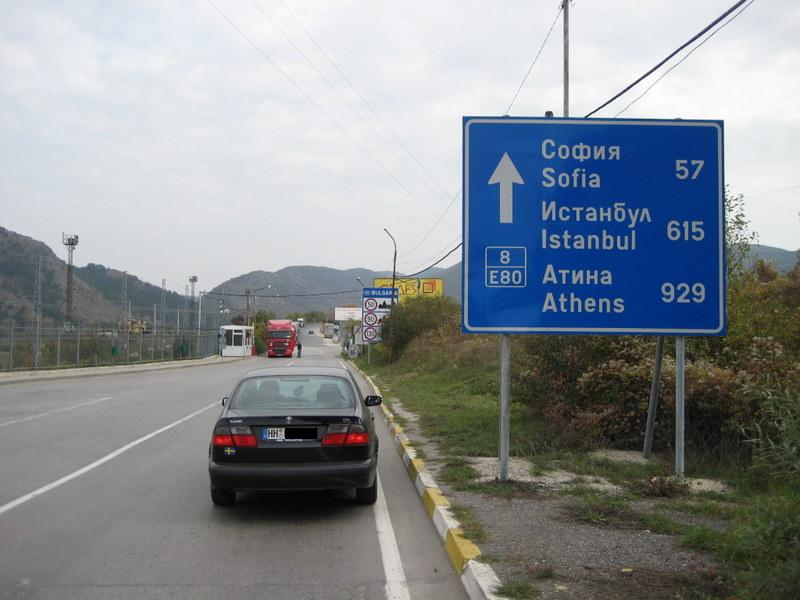
保加利亚德拉戈曼（塞尔维亚边境）附近的E80

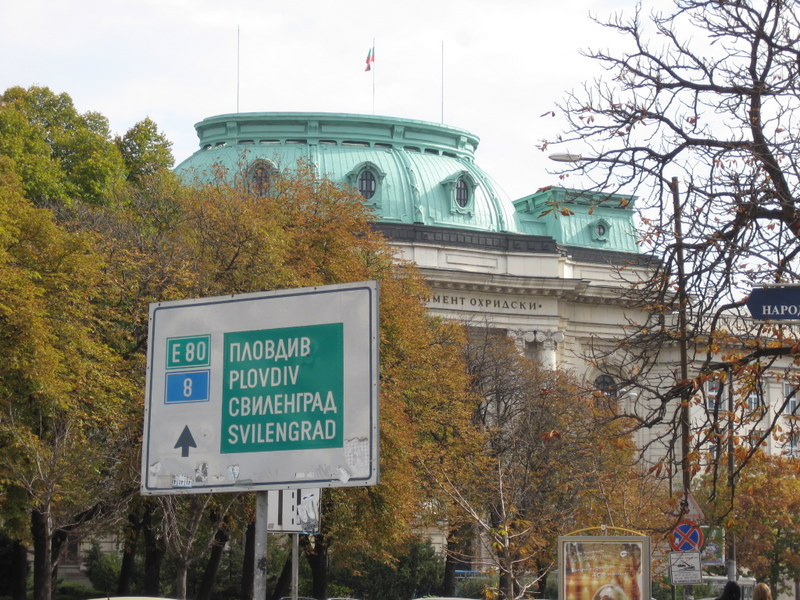
E80在索菲亚的双语标识

- I-8 卡洛蒂纳 - 索菲亚
- II-18 索菲亚
- 索菲亚 - 普罗夫迪夫 - 奇爾潘
- 奇爾潘- 季米特洛夫格勒- 斯維倫格勒- 卡皮坦安德烈沃

### 土耳其
- D-100 卡普库勒（英语：Kapıkule） - 埃迪爾內
- Otoyol 3（土耳其语：Otoyol 3） 埃迪爾內 - 巴巴埃斯基- 锡利夫里- 伊斯坦布尔
- Otoyol 2（土耳其语：Otoyol 2）或Otoyol 7（英语：Otoyol 7） 伊斯坦布尔
- Otoyol 4（土耳其语：Otoyol 4） 伊斯坦布尔 - 蓋布澤 - 伊兹密特- 迪茲傑 - 博盧 - 蓋雷代
- D-100 蓋雷代- 厄爾加茲 - 梅爾濟豐- 雷法希耶- 埃尔津詹 - 阿什卡萊- 埃尔祖鲁姆 - 霍拉桑- 阿勒 - 多烏巴亞澤特- 古尔布拉克（土耳其语：Gürbulak, Doğubayazıt）（连接伊朗32号公路（波斯语：جاده ۳۲ (ایران)）巴塞甘）